# Галгудуд
Галгудуд (сом. Galgaduud, араб. جلجدود) - регіон і провінція (gobol) в центральній частині Сомалі. 

## Розташування
Провінція межує з Ефіопією та з сомалійськими провінціями Мудуг, Хіран та Середня Шабелле, і має вихід до Індійському океану.
Столиця - місто Дусамареб.

## Політична ситуація
Провінцію контролюють державні утворення Галмудуг, Хіман і Хеб і озброєне угрупування Ахлу-Сунна валь-Джамаа. Однак з 2014 року ведуться переговори під егідою Федерального уряду Сомалі про створення автономної Держави центральних регіонів, в яку увійдуть Галмудуг, Хіман і Хеб і Ахлу Сун валь-Джамаа. Провінція Галгудуд може стати складовою частиною новоствореної держави. Частина території контролює радикальний ісламський держава Харакат аш-Шабаб.
Проте повідомляється також про військове протистояння між урядовими військами та Ахлу-Сунна валь-Джамаа в кінці 2014 року через розбіжності, що стосуються статусу Галгудуд та заняття міст Дусамареб і Гуріел урядовими військами.  

## Райони
Гальгудуд складається з п'яти районів: 
- Абудвак (район)
- Ададо (район)
- Дхуса Мареб (район)
- Ел Бур (район)
- Ел Дхер (район)

## Великі міста
- Абудвак
- Ададо
- Ел Бур
- Дусамареб
- Ел Гарас
- Галінсор
- Гуріел
- Херале